# Municipio Comanche
Das Municipio Comanche liegt im Departamento La Paz im südamerikanischen Anden-Staat Bolivien.

## Lage im Nahraum
Das Municipio Comanche ist eines von acht Municipios der Provinz Pacajes und liegt im nördlichen Teil der Provinz. Es grenzt im Westen an das Municipio Caquiaviri, im Süden an das Municipio Coro Coro, im Osten an die Provinz Aroma und im Norden an die Provinz Ingavi.
Das Municipio umfasst 31 Ortschaften (localidades), der zentrale Ort des Municipios ist Comanche mit 492 Einwohnern (Volkszählung 2012) im zentralen Teil des Municipios.

## Geographie
Das Municipio Comanche liegt auf einer mittleren Höhe von 4000 m südlich des Titicacasees auf dem bolivianischen Altiplano zwischen den Anden-Gebirgsketten der Cordillera Occidental im Westen und der Cordillera Central im Osten. Die Region weist ein ausgeprägtes Tageszeitenklima auf, bei dem die Temperaturschwankungen im Tagesverlauf stärker ausfallen als im Jahresverlauf.
Die mittlere Jahrestemperatur der Region liegt bei 7 °C (siehe Klimadiagramm), die Monatswerte schwanken nur unwesentlich zwischen 4 °C im Juni/Juli und 9 °C im Dezember. Der Jahresniederschlag beträgt etwa 550 mm, wobei die Monatsniederschläge zwischen unter 10 mm von Mai bis Juli und 100 bis 150 mm von Januar bis Februar liegen.

## Bevölkerung
Die Einwohnerzahl im Municipio Comanche ist zwischen 1992 und 2024 um knapp ein Viertel angestiegen:
| Jahr | Einwohner | Quelle       |
| ---- | --------- | ------------ |
| 1992 | 4196      | Volkszählung |
| 2001 | 3862      | Volkszählung |
| 2012 | 3880      | Volkszählung |
| 2024 | 5201      | Volkszählung |

Das Municipio hatte bei der letzten Volkszählung im Jahr 2024 eine Bevölkerungsdichte von 11,3 Einwohnern/km², die Lebenserwartung der Neugeborenen im Jahr 2001 lag bei 57,4 Jahren, die Säuglingssterblichkeit war von 6,9 Prozent (1992) auf 8,4 Prozent im Jahr 2001 gestiegen.
Der Alphabetisierungsgrad bei den über 19-Jährigen beträgt 77,2 Prozent, und zwar 88,7 Prozent bei Männern und 67,1 Prozent bei Frauen (2001).
78,0 Prozent der Bevölkerung sprechen Spanisch, 96,6 Prozent sprechen Aymara, und 0,1 Prozent Quechua. (2001)
89,8 Prozent der Bevölkerung haben keinen Zugang zu Elektrizität, 64,6 Prozent leben ohne sanitäre Einrichtung (2001).
72,6 Prozent der insgesamt 1.199 Haushalte besitzen ein Radio, 4,5 Prozent einen Fernseher, 4,5 Prozent ein Fahrrad, 0,8 Prozent ein Motorrad, 0,4 Prozent ein Auto, 0,1 Prozent einen Kühlschrank und 0,2 Prozent ein Telefon. (2001)

## Politik
Ergebnis der Regionalwahlen (concejales del municipio) vom 4. April 2010:
| Wahlberechtigte |  | Stimmen | gültig |  | MAS-IPSP |
| --------------- |  | ------- | ------ |  | -------- |
| 1.698           |  | 1.564   | 1.417  |  | 1.417    |
|                 |  | 92,1 %  | 90,6 % |  | 100,0 %  |

Ergebnis der Regionalwahlen (elecciones de autoridades políticas) vom 7. März 2021:
| Wahl- berechtigte |  | Wahl- beteiligung | gültige Stimmen |  | MAS-IPSP | J.A.LLALLA.L.P. | MTS     | PBCSP  | VENCEREMOS | FPV    | PDC    |
| ----------------- |  | ----------------- | --------------- |  | -------- | --------------- | ------- | ------ | ---------- | ------ | ------ |
| 2.099             |  | 1.796             | 1.495           |  | 649      | 507             | 164     | 47     | 28         | 22     | 19     |
|                   |  | 85,56 %           | 83,24 %         |  | 43,41 %  | 33,91 %         | 10,97 % | 3,14 % | 1,87 %     | 1,47 % | 1,27 % |

## Gliederung
Das Municipio untergliederte sich bei der letzten Volkszählung von 2012 in die folgenden vier Kantone (cantones):
- 02-0304-01 Kanton Comanche – 2.425 Einwohner (2001: 2.497 Einwohner)
- 02-0304-02 Kanton General José Ballivián – 263 Einwohner (2001: 281 Einwohner)
- 02-0304-03 Kanton Rosas Pata Tuli – 339 Einwohner (2001: 232 Einwohner)
- 02-0304-04 Kanton Tocopilla Cantuyo – 853 Einwohner (2001: 852 Einwohner)

## Ortschaften im Municipio Comanche
- Kanton Comanche
  - Comanche 492 Einw. – Kella Kella Alta 378 Einw.